# Flutender Wasserfenchel
Der Flutende Wasserfenchel (Oenanthe fluviatilis), auch Fluss-Wasserfenchel oder Fluss-Pferdesaat genannt, ist eine Pflanzenart aus der Gattung Wasserfenchel (Oenanthe) innerhalb der Familie der Doldenblütler (Apiaceae).

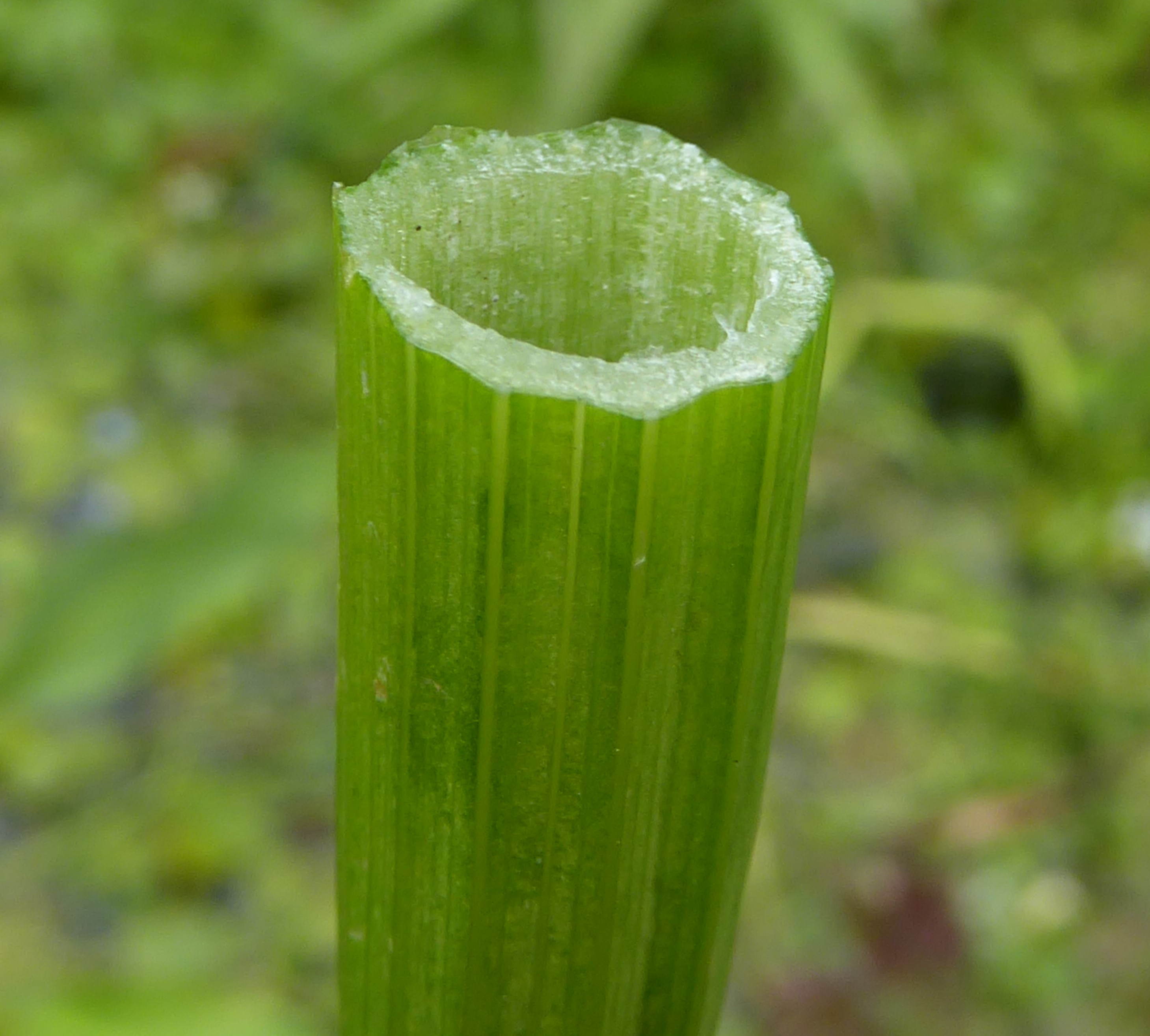
Querschnitt des Stängels

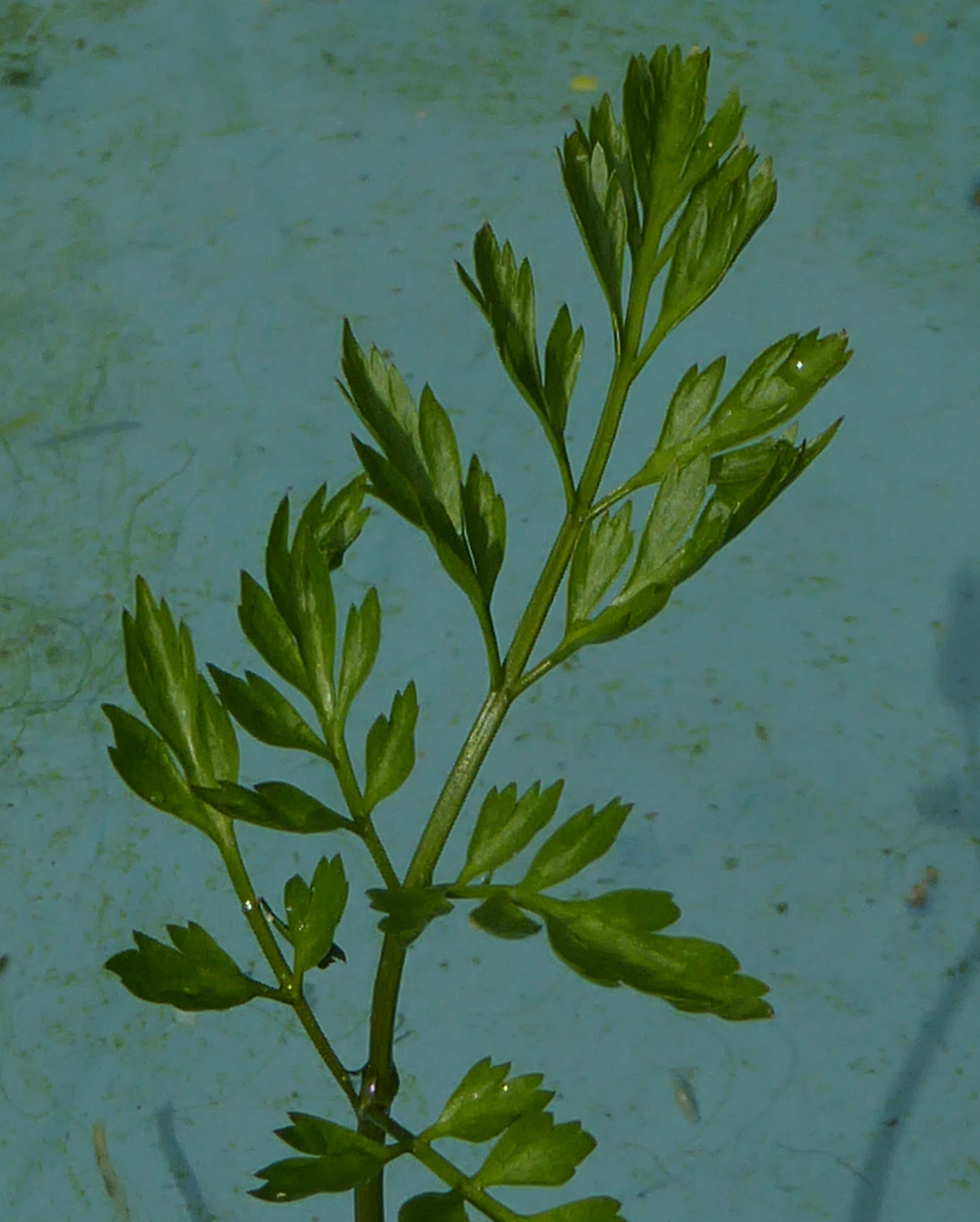
Laubblatt

## Beschreibung

### Vegetative Merkmale
Der Flutende Wasserfenchel ist eine sommergrüne, mehrjährige krautige Pflanze. Es handelt sich um eine meist flutende (oder im Schlamm wurzelnde), selten blühende Wasserpflanzen ohne Wurzelknollen. Die Pflanzenexemplare sterben nach der Blüte ab. Die hohlen Stängel sind 1 bis 2 (bis 2,9) Meter lang und fingerdick.
Es liegt Heterophyllie vor. Die Überwasserblätter sind dreifach fiederschnittig, ihre Abschnitte sind rautenförmig, 15 bis 25 Millimeter lang, 6 bis 10 Millimeter breit und in breitere gekerbte Zipfel geteilt. Sie haben schmale rautenförmige, an Asplenium adiantum-nigrum erinnernde Blattabschnitte. Die Unterwasserblätter sind fein zerteilt, ihre Zipfel sind lineal, 1 bis 2 Millimeter breit und am Grund keilförmig. Die Blattscheiden der oberen Stängelblätter sind breit hautrandig und an der Spitze auf jeder Seite in ein häutige Öhrchen ausgezogen.

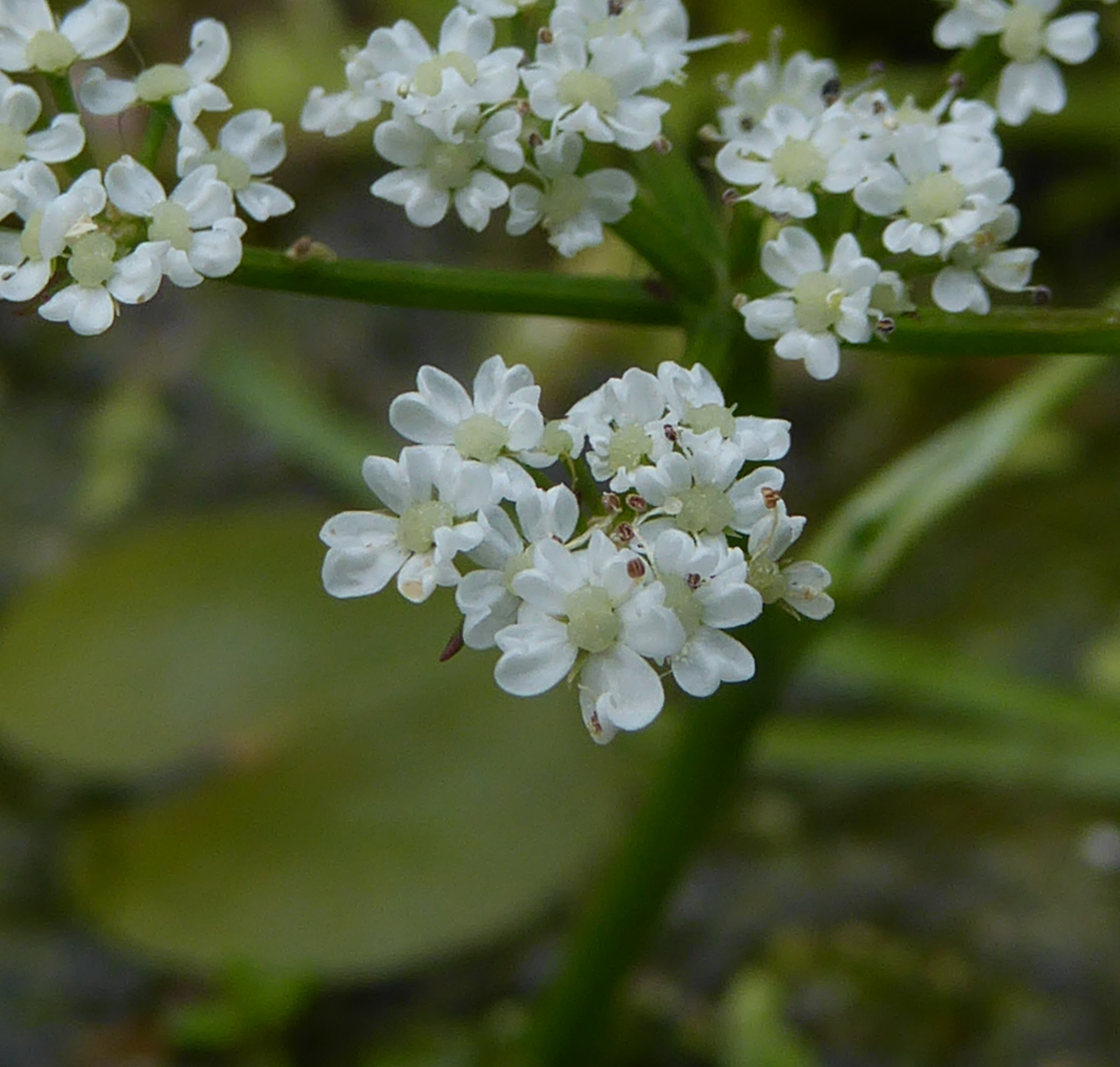
Blüten

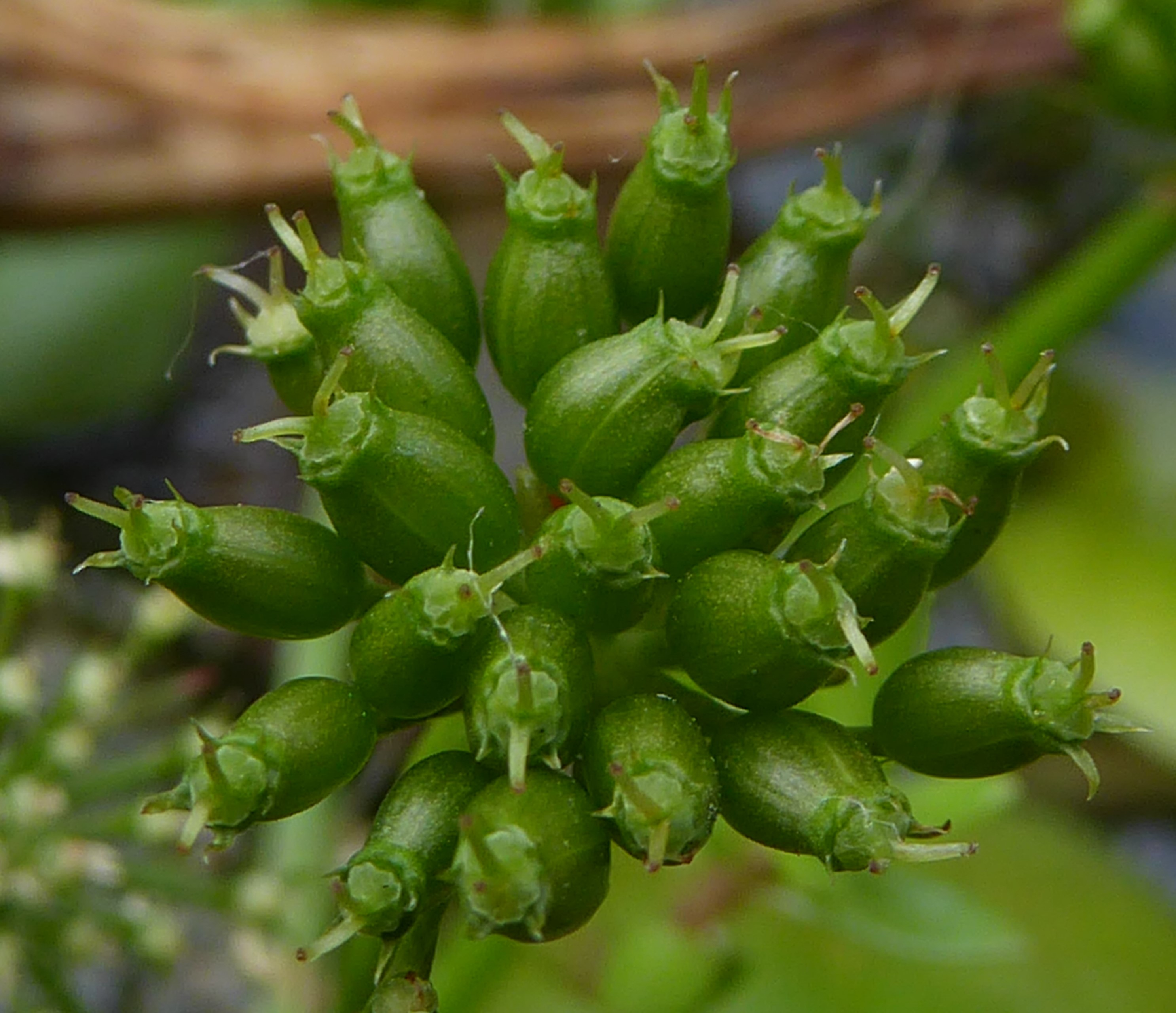
Junge Früchte

### Generative Merkmale
Die Blütezeit reicht von Juni bis Juli. Der Aufbau des doppeldoldigen Blütenstandes ist vergleichbar mit dem von Oenanthe aquatica. Die Kronblätter sind weiß und verkehrt herzförmig. Die Blüten sind vorwiegend zwittrig und zum kleineren Teil rein männlich. Die Staubblätter sind in reifen Zustand und im Gegensatz zum Großen Wasserfenchel (Oenanthe aquatica) nur wenig länger als die Kronblätter. Die Doppelachäne ist 5 bis 6 Millimeter lang und länglich-ellipsoidisch. Ihr größter Querdurchmesser ist 1,5 bis 2 Millimeter. Der Griffel ist dünn und kaum 1 Millimeter lang.
Die Chromosomenzahl beträgt 2n = 22.

## Ökologie
Beim Flutenden Wasserfenchel handelt es sich um einen Hydrophyten.

## Vorkommen
Der Flutende Wasserfenchel ist ein atlantisches Florenelement. In Westeuropa tritt er in Großbritannien, in Frankreich, Irland, Belgien, ostwärts früher noch im Oberrheingebiet und außerdem in Dänemark auf. Sein Hauptareal liegt in Nordwesteuropa. In Mitteleuropa trat sehr er selten an der Unterelbe auf und vereinzelt im Elsass.
Nach der roten Liste der gefährdeten Pflanzenarten in Deutschland von 1996 gilt der Flutende Wasserfenchel in Deutschland als ausgestorben oder verschollen. Am 28. Juli 2016 wurde durch einen Zufall ein Bestand des in Deutschland als ausgestorben geltenden Flutenden Wasserfenchels (Oenanthe fluviatilis) in der Wipperau, in der Nähe der Stadt Uelzen entdeckt.
Der Flutende Wasserfenchel besiedelt das Röhricht an Altwassern und an kühlen Grundwasserseen. Er gedeiht am besten auf nährstoff- und kalkarmen Schlammböden klarer und kühler Gewässer bis zu einer Wassertiefe von 200 Zentimetern. Er ist in Mitteleuropa pflanzensoziologisch eine Charakterart des Verbands Ranunculion fluitantis, kommt aber auch in der Gesellschaft des Sagittario-Sparganietum emersi aus dem Verband Phragmition vor.

## Taxonomie
Die Erstbeschreibung erfolgte 1843 unter dem Namen (Basionym) Oenanthe phellandrium var. fluviatilis durch Charles Cardale Babington in Manual of British Botany, S. 131. Der Rang einer Art wurde 1844 durch William Higgins Coleman in Annals of natural history, ..., Volume 13, S. 188 veröffentlicht.